# Ceanothus prostratus
Ceanothus prostratus là một loài thực vật có hoa trong họ Táo. Loài này được Benth. mô tả khoa học đầu tiên năm 1849.